# فرودگاه بین‌المللی کارلووس روویروسا پرز
فرودگاه بین‌المللی کارلووس روویروسا پرز (به انگلیسی: Carlos Rovirosa Pérez International Airport) (به زبان بومی: Aeropuerto Internacional Carlos Rovirosa Pérez) یک فرودگاه همگانی مسافربری با کد یاتا VSA است که یک باند فرود آسفالت دارد و طول باند آن ۲۲۰۰ متر است. این فرودگاه در کشور مکزیک قرار دارد و در ارتفاع ۱۴ متری از سطح دریا واقع شده‌است.